# Srpski članovi Predsjedništva Bosne i Hercegovine
| #  | fotografija | ime                               | mandat              | mandat              | stranka | prethodna dužnost                                              |
| -- | ----------- | --------------------------------- | ------------------- | ------------------- | ------- | -------------------------------------------------------------- |
| 1. |             | Momčilo Krajišnik (1945. – 2020.) | 5. listopada 1996.  | 13. listopada 1998. | SDS     | predsjednik Narodne skupštine Republike Srpske(1991. – 1996.)  |
| 2. |             | Živko Radišić (r. 1937.)          | 13. listopada 1998. | 5. listopada 2002.  | SP RS   | ministar obrane SR Bosne i Hercegovine(1982. – 1985.)          |
| 3. |             | Mirko Šarović (r. 1956.)          | 5. listopada 2002.  | 2. travnja 2003.    | SDS     | predsjednik Republike Srpske(1999. – 2002.)                    |
| 4. |             | Borislav Paravac (r. 1943.)       | 2. travnja 2003.    | 6. studenog 2006.   | SDS     | zastupnik u Narodnoj skupštini Republike Srpske(1996. – 2003.) |
| 5. |             | Nebojša Radmanović (r. 1949.)     | 6. studenog 2006.   | 17. studenog 2014.  | SNSD    | ministar uprave i lokalne samouprave Republike Srpske(2006.)   |
| 6. |             | Mladen Ivanić (r. 1958.)          | 17. studenog 2014.  | 20. studenog 2018.  | PDP     | srpski izaslanik u Domu naroda PS BiH(2007. – 2014.)           |
| 7. |             | Milorad Dodik (r. 1959.)          | 20. studenog 2018.  | 15. studenog 2022.  | SNSD    | predsjednik Republike Srpske(2010. – 2018.)                    |
| 8. |             | Željka Cvijanović (r. 1967.)      | 16. studenog 2022.  |                     | SNSD    | predsjednica Republike Srpske(2018. – 2022.)                   |